# 34652 Simoneevans
34652 Simoneevans è un asteroide della fascia principale. Scoperto nel 2000, presenta un'orbita caratterizzata da un semiasse maggiore pari a 2,5625101 au e da un'eccentricità di 0,1137409, inclinata di 5,56508° rispetto all'eclittica.